# Lijst van afleveringen van Heroes (seizoen 1)
Dit is de lijst van afleveringen uit het eerste seizoen van de Amerikaanse sciencefictiondramaserie Heroes.
| Afl. | Titel | Regisseur        | Schrijver              | Datum eerste uitzending | Datum eerste uitzending | Datum eerste uitzending |
| Afl. | Titel | Regisseur        | Schrijver              | Verenigde Staten        | Nederland               | België                  |
| ---- | --- | ---------------- | ---------------------- | ----------------------- | ----------------------- | ----------------------- |
| 1    | Genesis | David Semel      | Tim Kring              | 25 september 2006       | 21 juni 2007            | 5 maart 2007            |
| 1    | Verschillende mensen op de aarde ontdekken bewijs van superkrachten. Claire Bennet kan onmiddellijk genezen van een fysieke verwonding aan haar eigen lichaam. Isaac Mendez kan willekeurige gebeurtenissen uit de toekomst schilderen. Hiro Nakamura kan tijd manipuleren, tijdreizen en teleporteren. Mohinder Suresh probeert het werk van zijn pas overleden vader op te pakken door het vinden van deze mensen. |                  |                        |                         |                         |                         |
| 2    | Don't Look Back | Allan Arkush     | Tim Kring              | 2 oktober 2006          | 28 juni 2007            | 5 maart 2007            |
| 2    | Hiro reist van 2 oktober in Japan naar 8 november in New York. Nathan Petrelli weigert te accepteren dat hij onlangs vloog en liegt erover tegen zijn broer Peter. Matt Parkman hoort de gedachten van iedereen om hem heen. |                  |                        |                         |                         |                         |
| 3    | One Giant Leap | Greg Beeman      | Jeph Loeb              | 9 oktober 2006          | 5 juli 2007             | 12 maart 2007           |
| 3    | Hiro wil de hulp van zijn vriend Ando. Claire heeft een verwonding waarvan ze niet onmiddellijk kan genezen. Mohinder ontdekt zijn vaders connecties met Sylar. Matt valt flauw in een bar na het zien van de Haïtiaan. |                  |                        |                         |                         |                         |
| 4    | Collision | Ernest Dickerson | Bryan Fuller           | 16 oktober 2006         | 12 juli 2007            | 12 maart 2007           |
| 4    | Matt is ontvoerd door Mr. Bennet en de Haïtiaan. Hiro en Ando gokken in Las Vegas en worden later ingesloten door vier mannen tegen wie ze gokten. In hetzelfde casino ontmoet Niki, Nathan. Peter Petrelli ontmoet Hiro uit de toekomst. |                  |                        |                         |                         |                         |
| 5    | Hiros | Paul Shapiro     | Michael Green          | 23 oktober 2006         | 19 juli 2007            | 19 maart 2007           |
| 5    | Mohinder geeft het zoeken naar mensen met gaven op. Matt gebruik zijn gave om indruk te maken op zijn vrouw. D.L. Hawkins verschijnt en wordt gezocht door de politie. |                  |                        |                         |                         |                         |
| 6    | Better Halves | Greg Beeman      | Natalie Chaidez        | 30 oktober 2006         | 26 juli 2007            | 19 maart 2007           |
| 6    | Hiro twijfelt aan zijn held zljn. D.L. arriveert bij het huis van zijn vrouw, Niki Sanders. |                  |                        |                         |                         |                         |
| 7    | Nothing to Hide | Donna Deitch     | Jesse Alexander        | 6 november 2006         | 2 augustus 2007         | 26 maart 2007           |
| 7    | Matt en Audrey Hanson onderzoeken een moord. Peter vraagt Nathan om hulp voor het vinden van een schilderij. Micah Sanders blijkt ook een gave te hebben. |                  |                        |                         |                         |                         |
| 8    | Seven Minutes to Midnight | Paul Edwards     | Tim Kring              | 13 november 2006        | 9 augustus 2007         | 26 maart 2007           |
| 8    | Hiro ontmoet Charlie Andrews tijdens de lunch. Een mysterieuze jongen bezoekt Mohunder in zijn dromen, wat hem doet heroverwegen zijn vaders zoektocht niet op te geven. |                  |                        |                         |                         |                         |
| 9    | Homecoming | Greg Beeman      | Adam Armus, Kay Foster | 20 november 2006        | 16 augustus 2007        | 2 april 2007            |
| 9    | Peter komt aan op Claires school om 'de cheerleader' te redden. Hiro probeert iets recht te zetten. Sylar gaat naar Claires school om Claire te vermoorden, hij komt er te laat achter dat hij de verkeerde persoon heeft. Sylar en Peter vechten en vallen van het dak. Peter geneest en komt erachter dat Sylar weg is. Sylar wordt gevangengenomen door Eden. Claire onthult haar geheim aan haar vader. |                  |                        |                         |                         |                         |
| 10   | Six Months Ago | Allan Arkush     | Aron Eli Coleite       | 27 november 2006        | 23 augustus 2007        | 2 april 2007            |
| 10   | Hiro wil de dood van Charlie veranderen door terug te gaan in de tijd. Zes maanden voor de serie begon, overkwam de Petrelli familie een tragedie. Claire doet een verrassende ontdekking en Chandra Suresh arriveert in New York met de lijst. |                  |                        |                         |                         |                         |
| 11   | Fallout | John Badham      | Joe Pokaski            | 4 december 2006         | 30 augustus 2007        | 9 april 2007            |
| 11   | Isaac schildert te toekomst zonder het gebruik van drugs. Matt en Audry onderzoeken het ongeluk tijdens de Homecoming. Niki probeert haar familie te beschermen. Peter vreest dat hij verantwoordelijk is voor de aankomende ramp. |                  |                        |                         |                         |                         |
| 12   | Godsend | Paul Shapiro     | Tim Kring              | 22 januari 2007         | 6 september 2007        | 9 april 2007            |
| 12   | Gedurende zijn coma heeft Peter een visioen. Hiro begint zijn zoektocht naar het Kenseis zwaard. Claire begint haar leven opnieuw op te bouwen. |                  |                        |                         |                         |                         |
| 13   | The Fix | Terrence O'Hara  | Natalie Chaidez        | 29 januari 2007         | 13 september 2007       | 16 april 2007           |
| 13   | Peter blijft de onzichtbare man volgen terwijl zijn broer, Nathan, hulp zoek bij Mohinder. De vrouw van Matt leert om te gaan met zijn gedachten hoorenden gave. Hiro en Ando worden ontvoerd door mannen die werken voor Hiro's vader. Claire zoekt naar haar biologische ouders. Micah gebruikt zijn gaven om grote hoeveelheden geld uit geldautomaten te ontvreemden. |                  |                        |                         |                         |                         |
| 14   | Distractions | Jeannot Szwarc   | Michael Green          | 5 februari 2007         | 20 september 2007       | 16 april 2007           |
| 14   | Claude dient als een mentor voor Peter en dwingt hem zijn relaties te herzien. Claire ontmoet haar biologische moeder, Meredith. Hiro probeert zijn missie uit te leggen aan zijn vader en zuster, die andere plannen voor hem hebben. Sylar ontsnapt en brengt een bezoek aan Mrs. Bennet. Niki komt uit de gevangenis maar vindt zichzelf opnieuw gevangen door Jessica. |                  |                        |                         |                         |                         |
| 15   | Run! | Roxann Dawson    | Adam Armus, Kay Foster | 12 februari 2007        | 27 september 2007       | 23 april 2007           |
| 15   | Claires leven thuis valt uiteen, ze zoekt hulp bij haar biologische ouders, maar alles verloopt anders dan ze had gehoopt. Een vrouw komt tussen Hiro en Ando en forceert de twee vrienden uit elkaar. Mohinder is zich niet bewust dat hij Sylar, de moordenaar van zijn vader, ontmoet. Matt en Jessica spelen een dodelijk kat en muis spel. |                  |                        |                         |                         |                         |
| 16   | Unexpected | Greg Beeman      | Jeph Loeb              | 19 februari 2007        | 4 oktober 2007          | 23 april 2007           |
| 16   | Sylar reist samen met Mohinder en verkrijgt een nieuw gave. Na verenigd te zijn met Ando maakt Hiro een moeilijke keuze. Mr. Bennet en the Haïtian proberen zonder succes Claude en Peter gevangen te nemen Claude besluit dat hij Peter moet verlaten. Ted Sprague, Matt en een nieuwe held zoeken naar antwoorden over de tekens in hun nek. Wanneer Mrs. Bennet naar het ziekenhuis moet vertelt Claire aan Mr. Bennet dat ze hem niet vertrouwt. Peter ontrafelt zijn krachten en heeft een gevecht met Isaac, dat eindigt in een tragedie. |                  |                        |                         |                         |                         |
| 17   | Company Man | Allan Arkush     | Bryan Fuller           | 26 februari 2007        | 11 oktober 2007         | 30 april 2007           |
| 17   | Matt en Ted gijzelen de familie Bennet in hun zoektocht naar antwoorden. Er wordt meer duidelijk over Mr. Bennet, het bedrijf waarvoor hij werkt en hoe hij Claire heeft geadopteerd. Ted verliest de controle over zijn gave en vernield het huis van de Bennets. The Haïtian ontsnapt met Claire. Een nieuw persoon met gave wordt onthuld. |                  |                        |                         |                         |                         |
| 18   | Parasite | Kevin Bray       | Christopher Zatta      | 5 maart 2007            | 18 oktober 2007         | 30 april 2007           |
| 18   | Met de verkiezingen in het vooruitzicht heeft Nathan een verontrustende ontmoeting met Linderman en heeft een moeilijke keuze te maken. Niki probeert Jessica te stoppen. Hiro vindt het zwaard met hulp van Ando, maar ontdekt een donkere toekomst. Claire vindt antwoorden terwijl haar adoptie vader in de problemen komt met Primatech. Sylar heeft een gevecht met Mohinder en Peter. |                  |                        |                         |                         |                         |
| 19   | .07% | Adam Zane        | Chuck Kim              | 23 april 2007           | 25 oktober 2007         | 14 mei 2007             |
| 19   | Linderman onthult zijn toekomstvisie aan Nathan. Mr. Bennet wordt gevangen gehouden door Candice en Thompson terwijl Sylar Isaac gevangenneemt. Nathan en Claire ontmoeten elkaar uiteindelijk. |                  |                        |                         |                         |                         |
| 20   | Five Years Gone | Paul Edwards     | Joe Pokaski            | 30 april 2007           | 1 november 2007         | 21 mei 2007             |
| 20   | Deze aflevering speelt zich vijf jaar in te toekomst af. Hiro ontmoet een bruinharige Claire, een mentale mix tussen Niki en Jessica en een donkere kant van Matt Parkman. |                  |                        |                         |                         |                         |
| 21   | The Hard Part | John Badham      | Aron Eli Coleite       | 7 mei 2007              | 8 november 2007         | 28 mei 2007             |
| 21   | Het begin van de driedelige seizoensfinale. De hoofdpersonages komen samen in New York, maar niet alle helden zullen het overleven. Deze aflevering is een ander zijverhaal, deze keer over Sylar. |                  |                        |                         |                         |                         |
| 22   | Landslide | Greg Beeman      | Jesse Alexander        | 14 mei 2007             | 15 november 2007        | 28 mei 2007             |
| 22   | Deel twee van de driedelige seizoensfinale. De hoofdpersonages komen samen in New York, maar niet alle helden zullen het overleven. |                  |                        |                         |                         |                         |
| 23   | How to Stop an Exploding Man | Allan Arkush     | Tim Kring              | 21 mei 2007             | 22 november 2007        | 4 juni 2007             |
| 23   | Het derde en laatste deel van de driedelige seizoensfinale. De hoofdpersonages komen samen in New York, maar niet alle helden zullen het overleven. |                  |                        |                         |                         |                         |